# 卡斯特拉斯
卡斯特拉斯，是西班牙卡斯蒂利亚-莱昂萨拉曼卡省的一个市镇。 总面积30平方公里，总人口58人（2001年），人口密度2人/平方公里。